# Championnat du Vietnam de football 2004
Navigation
Saison précédente Saison suivante
La saison 2004 du Championnat du Viêt Nam de football est la vingt-et-unième édition du championnat de première division au Viêt Nam. Les douze meilleurs clubs du pays sont regroupés au sein d'une poule unique où ils s'affrontent deux fois, à domicile et à l'extérieur. En fin de saison, les deux derniers du classement sont relégués et remplacés par les deux meilleurs clubs de deuxième division.
C'est le tenant du titre, Hoàng Anh Gia Lai, qui remporte à nouveau la compétition après avoir terminé en tête du classement final, avec deux points d'avance sur Nam Dinh et huit sur Gach Dong Tam Long An. C'est le deuxième titre de champion du Viêt Nam de l'histoire du club.
Le club de l'ACB Hanoi, théoriquement relégué à la suite de sa dernière place la sauison précédente, rachète le club du Hang Khong Viet Nam et échange les places des deux équipes dans leurs championnats respectifs.

## Les clubs participants
| - ACB Hanoi - Gach Dong Tam Long An - Thép Việt Úc Hải Phòng - Promu de D2 - Đà Nẵng Club - Dong Thap FC - Nam Dinh FC | - Sông Lam Nghệ An - Binh Duong FC - Promu de D2 - The Cong - Binh Dinh FC - Ngân Hàng Dông Thep Pomina - Hoàng Anh Gia Lai |

## Compétition
Le barème utilisé pour établir les différents classement est le suivant :
- Victoire : 3 points
- Match nul : 1 point
- Défaite : 0 point

### Classement
| Rang | Équipe                     | Pts | J  | G  | N  | P  | Bp | Bc | Diff |
| ---- | -------------------------- | --- | -- | -- | -- | -- | -- | -- | ---- |
| 1    | Hoàng Anh Gia LaiT         | 46  | 22 | 14 | 4  | 4  | 40 | 15 | +25  |
| 2    | Nam Dinh FC                | 44  | 22 | 13 | 5  | 4  | 30 | 23 | +7   |
| 3    | Gach Dong Tam Long An      | 38  | 22 | 12 | 2  | 8  | 41 | 33 | +8   |
| 4    | Song Lam Nghe An           | 37  | 22 | 9  | 10 | 3  | 38 | 17 | +21  |
| 5    | ACB Hanoi                  | 36  | 22 | 11 | 3  | 8  | 30 | 26 | +4   |
| 6    | Binh Duong FCP             | 28  | 22 | 7  | 7  | 8  | 24 | 24 | 0    |
| 7    | Binh Dinh FCC              | 27  | 22 | 7  | 6  | 9  | 22 | 30 | -8   |
| 8    | Dong Thap FC               | 25  | 22 | 7  | 4  | 11 | 23 | 29 | -6   |
| 9    | Da Nang Club               | 24  | 22 | 5  | 9  | 8  | 27 | 28 | -1   |
| 10   | Thép Việt Úc Hải PhòngP    | 22  | 22 | 7  | 1  | 14 | 22 | 37 | -15  |
| 11   | The Cong                   | 20  | 22 | 5  | 5  | 12 | 20 | 39 | -19  |
| 12   | Ngân Hàng Dông Thep Pomina | 18  | 22 | 4  | 6  | 12 | 22 | 38 | -16  |

|  | Qualification pour la Ligue des champions de l'AFC 2005                   |
|  | Relégation en deuxième division                                           |
|  | T : Tenant du titre C : Vainqueur de la Coupe du Viêt Nam P : Promu de D2 |

## Bilan de la saison
| Championnat du Viêt Nam de football 2004                             |                              |
| Champion                                                             | Hoàng Anh Gia Lai (2e titre) |
| Coupes et trophées                                                   |                              |
| Vainqueur de la Coupe du Viêt Nam 2004                               | Binh Dinh FC                 |
| Qualifications continentales                                         |                              |
| Ligue des champions de l'AFC 2005                                    | Hoàng Anh Gia Lai            |
| Ligue des champions de l'AFC 2005                                    | Binh Dinh FC                 |
| Promotions et relégations                                            |                              |
| Promus en V-League                                                   | Cang Sai Gon                 |
| Promus en V-League                                                   | Hòa Phát Hà Nội              |
| Relégués en Championnat du Viêt Nam de football de deuxième division | The Cong                     |
| Relégués en Championnat du Viêt Nam de football de deuxième division | Ngân Hàng Dông Thep Pomina   |